# شهرداری عاشور
شهرداری عاشور (به عربی: بلدية العاشور) یک شهرداری در الجزایر است که در استان الجزیره واقع شده‌است.